# Porcuna
Porcuna is een gemeente in de Spaanse provincie Jaén in de regio Andalusië met een oppervlakte van 176 km². Porcuna telt 6.532 inwoners (1 januari 2016).

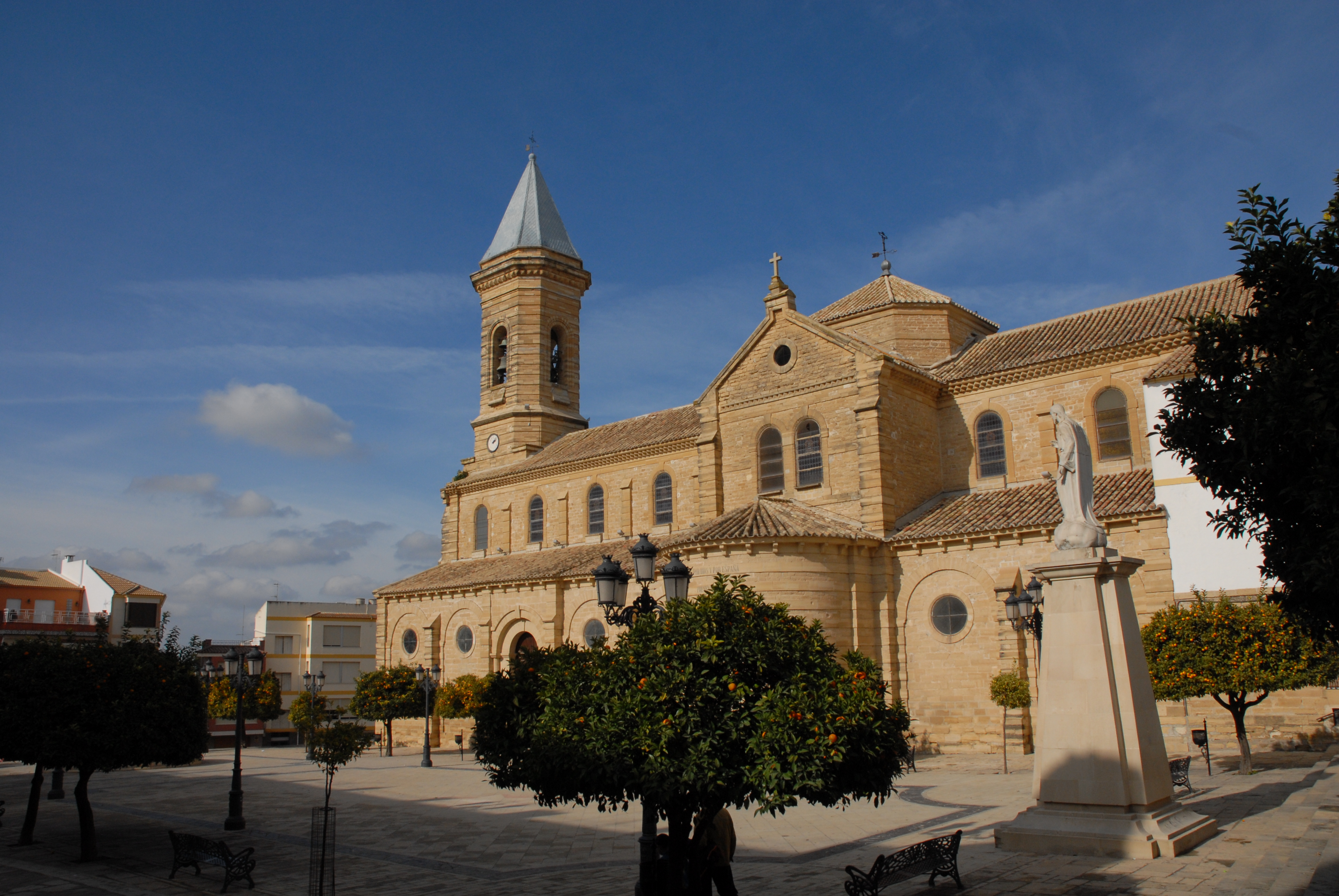
Dorpsplein en kerk
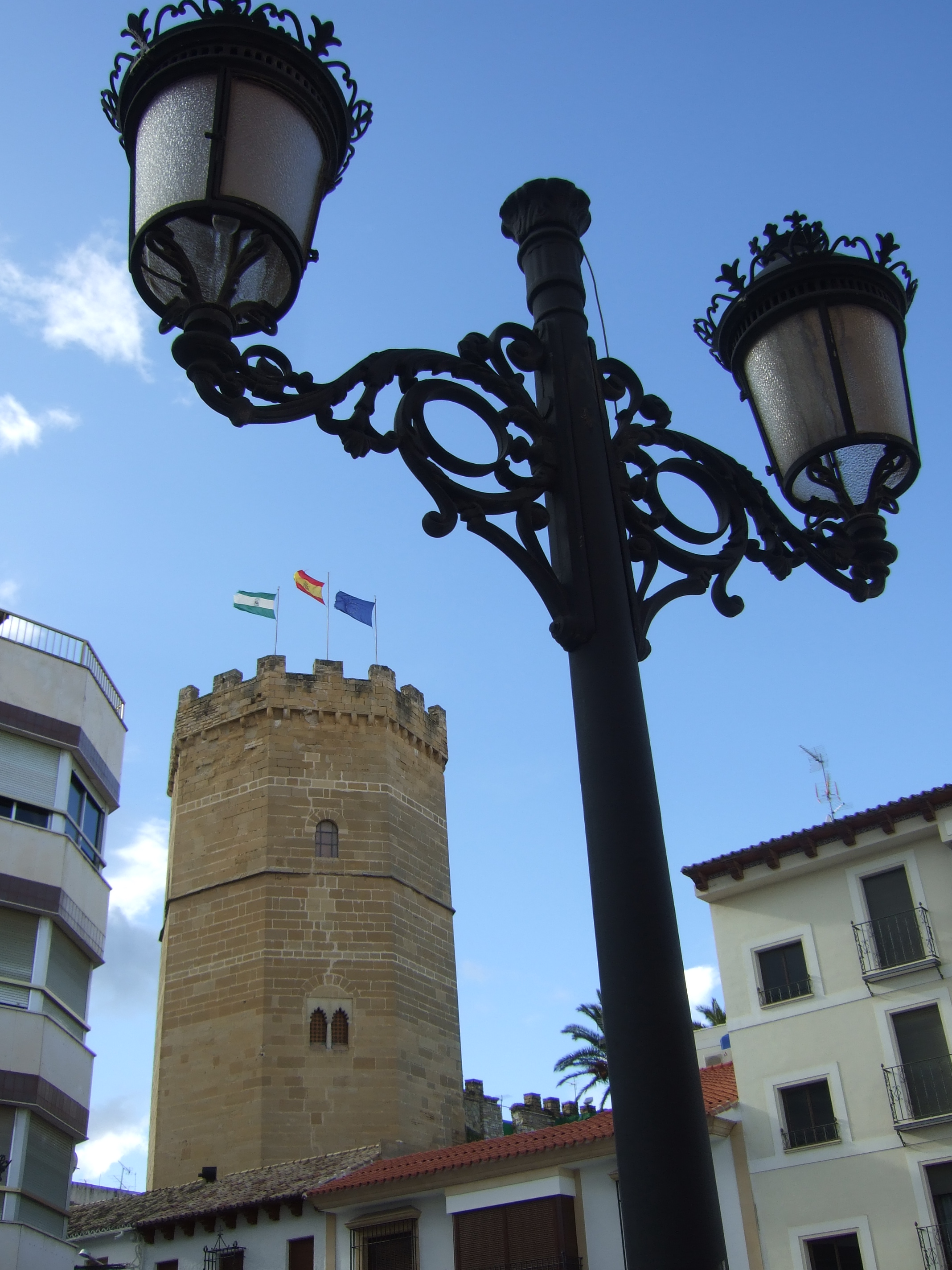
Gerestaureerde toren van Porcuna
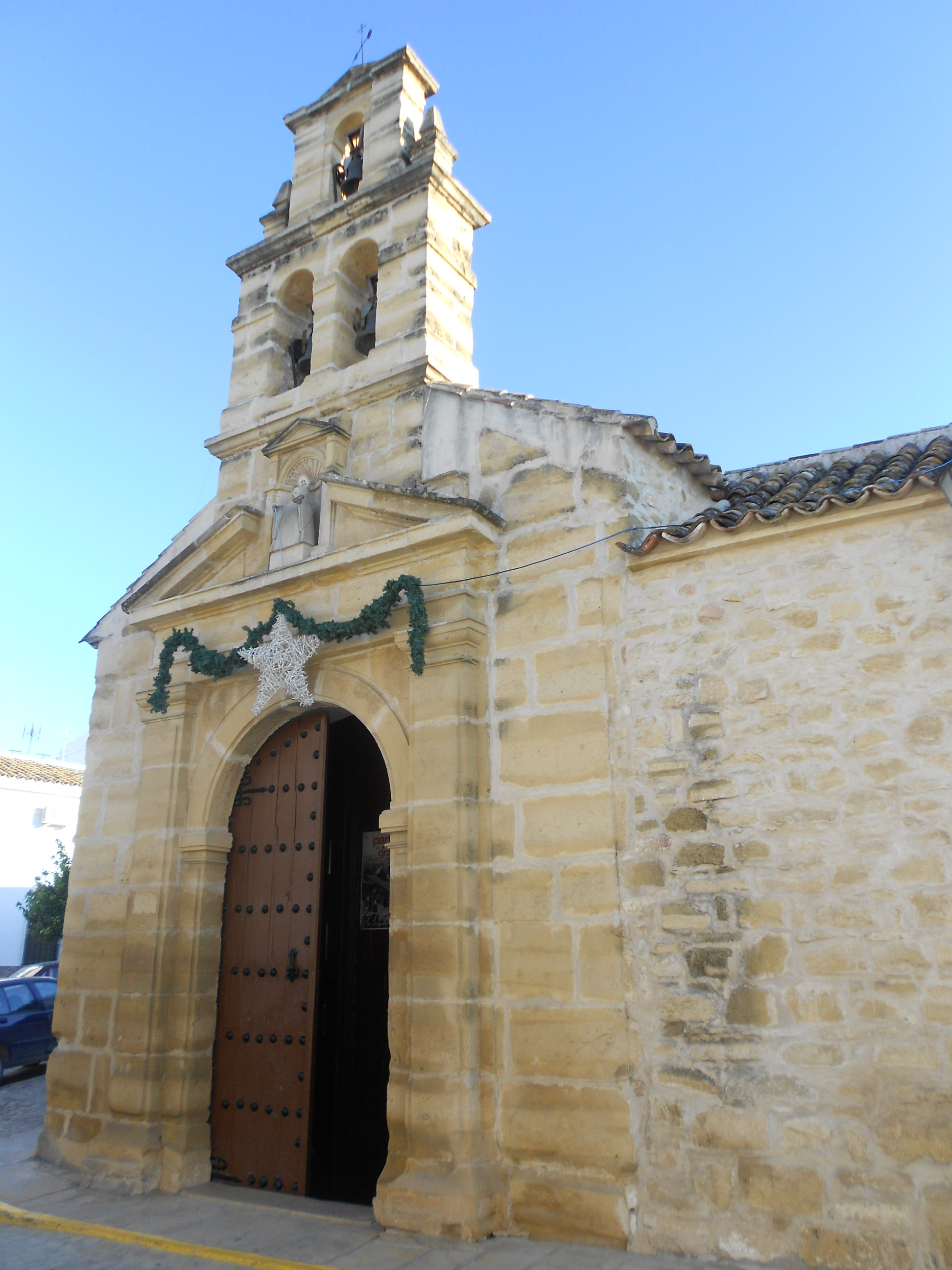
Kerk van San Benito, Porcuna
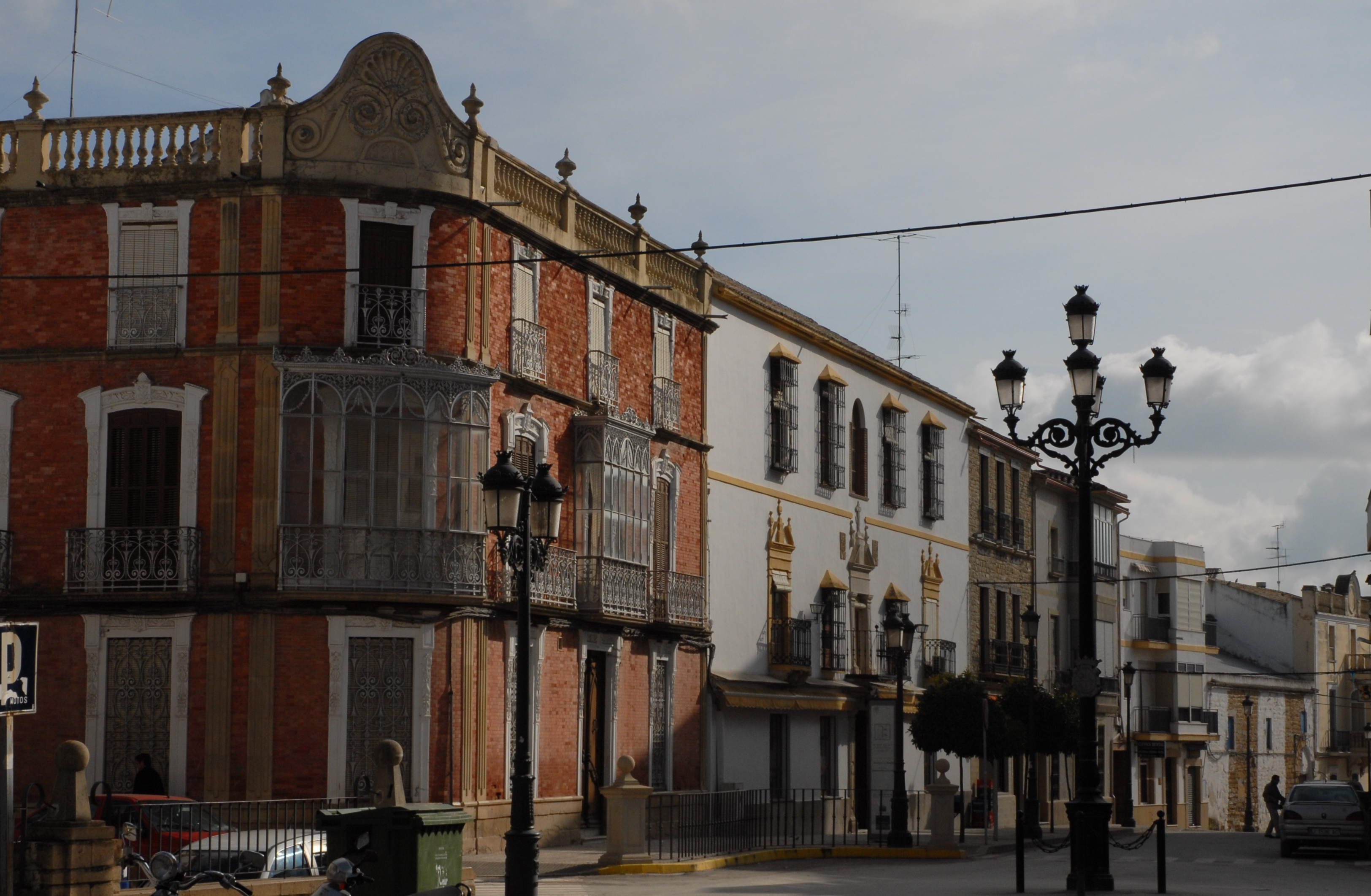
Centrum

## Demografische ontwikkeling
Bron: INE, 1857-2011: volkstellingen